# Grythund

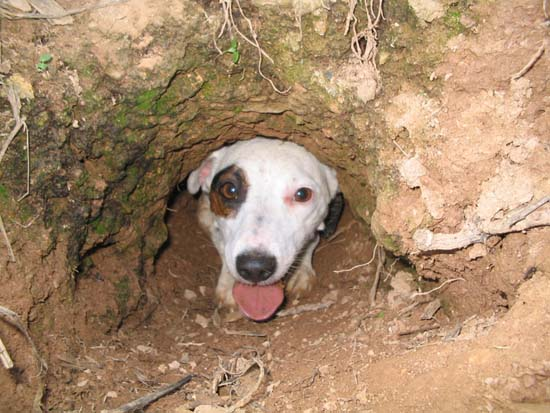
En jack russell terrier på väg ut ur grytet.

Grythund är en jakthund som används till grytjakt, jakt på vilt som lever i gryt. Viltslagen är framförallt rödräv och grävling.
De hundraser som är vanligast är tax och vissa raser av terrier som borderterrier, jack russell terrier, parson russell terrier, släthårig foxterrier och tysk jaktterrier. Hundar som används vid grytjakt bör besitta ett betydande mått av skärpa.
Grythundar kan vara specialiserade antingen som sprängare eller förliggare.
- Sprängaren driver ut viltet ur grytet till väntande passkytt.
- Förliggaren ställer viltet i grytet och markerar med skall så att jägaren kan gräva sig ner till viltet och därmed kunna avlossa ett skott.

Det finns även eftersökshundar för grytjakt.